# Xian de Dongfeng
Pour les articles homonymes, voir Dongfeng.
Le xian de Dongfeng (东丰县 ; pinyin : Dōngfēng Xiàn) est un district administratif de la province du Jilin en Chine. Il est placé sous la juridiction de la ville-préfecture de Liaoyuan.

## Démographie
La population du district était de 402 004 habitants en 1999.